# 青岛市节日庆典列表
下表列出举办地为中华人民共和国山东省青岛市的国际、国内或地区性大型节日庆典活动。
- 青岛国际啤酒节（始自1991年）——中国十大节庆品牌之首
- 中国（青岛）国际时装周（始自2001年）
- 中国（青岛）国际海洋节（青岛海洋节始自1999年，2009年国际化）
- 中国（青岛）国际饰品节（始自2008年）
- 中国（青岛）国际海参节（始自2009年）
- 青岛国际沙滩文化节（始自1992年）
- 青岛中山公园春季游园会（樱花赏花会）—夏季灯会—秋季菊展
- 青岛春节文化庙会（始自2008年）
- 青岛音乐节（始自2005年）
- 青岛动漫艺术节（始自2003年）
- 青岛崂山旅游文化节（始自2004年）
- 青岛（市北）萝卜会·元宵·糖球会——中国十大民俗节、山东省非物质文化遗产（始自1990年）
- 青岛（李沧）民俗文化节（始自2006年）
- 青岛（李沧）梅花节（始自2009年）
- 青岛（崂山）国际茶文化节（始自2004年）
- 青岛（崂山）北宅樱桃节（始自1996年）
- 青岛（崂山）枯桃花会（始自2004年）
- 青岛（城阳）牡丹艺术节（始自2002年）
- 青岛（城阳）红岛蛤蜊节（始自2004年）
- 青岛（城阳）𫵺峪樱桃节——𫵺峪被誉为齐鲁第一樱桃谷（始自2003年）
- 青岛（城阳）韩国料理美食节（始自2006年）
- 青岛（黄岛）凤凰岛文化旅游节（始自1998年）
- 青岛（黄岛）凤凰岛国际民俗文化节（始自2008年）
- 青岛（黄岛）薛家岛海鲜节（始自2006年）
- 青岛（黄岛）海青采茶节（始自2006年）
- 青岛（黄岛）灵山湾拉网节（始自2009年）
- 青岛（即墨）田横祭海节——国家级非物质文化遗产（始自明朝永乐年间）
- 青岛（即墨）鹤山柿子节（始自2004年）
- 青岛（平度）大泽山葡萄节（始自1987年）
- 青岛（平度）云山大樱桃节（始自2006年）
- 青岛（平度）明村西瓜节（始自2006年）
- 青岛（平度）茶山金秋欢乐节（始自2009年）
- 青岛（莱西）大青山槐花节（始自2002年）
- 中国（莱西）山楂节（始自1990年）
- 中国（胶州）秧歌节—胶州新春秧歌会（始自2008年）
- 青岛（胶州）洋河采摘节（始自2008年）